# Адольф Лібшер
Адольф Лібшер (нім. Adolf Liebscher; 1887–1965) — чеський архітектор. Брат художника Карела Лібшера.
Освіту здобув у Чеському технічному університеті в Празі. Після закінчення стажувався у Франції, пізніше протягом кількох років досліджував архітектуру Італії.
У 1921 році здобув докторський ступінь у галузі архітектури та був призначений професором архітектури в Технічному університеті в Брно. Протягом 1928—1929 років обіймав посаду декана факультету архітектури та будівництва. Є автором генпланів близько 15 чехословацьких міст, проєктів 85 житлових будинків, 78 громадських та 15 промислових будівель.